# Pemba Jug
Pemba Jug je jedna od 30 administrativnih regija u Tanzaniji, u istočnoj Africi. 
Nalazi se na otoku Pembi. Glavni grad regije je Mkoani. Regiju čini južni dio otoka Pemba, koji se nalazi u Indijskom oceanu 50 km istočno od obale Tanzanije nasuprot regije Tanga. Površina regije je 332 km².
Prema popisu iz 2002. godine u regiji Pemba Jug živjelo je 176 153 stanovnika.

## Okruzi
Regija Njombe ima dva okruga:
- Čakečake
- Mkoani